# Bru-C
Josh Bruce (nacido el 28 de junio de 1991), conocido profesionalmente como Bru-C, es un rapero inglés de Long Eaton, Derbyshire y de ascendencia sanvicentina, actualmente reside en Nottingham.  Su álbum debut Original Sounds fue lanzado en noviembre de 2019 con CruCast, que era su sello discográfico en ese momento.  Su segundo álbum Smile fue lanzado en diciembre de 2020.  En diciembre de 2021, Bru-C firmó un contrato para unirse al importante sello discográfico Def Jam Recordings . 

## Discografía

### Álbumes
| Título          | Detalles |
| --------------- | --- |
| Original Sounds | - Fecha de lanzamiento: 22 de noviembre de 2019 - Etiqueta: Crucast - Formato: streaming, descarga digital    |
| Smile           | - Fecha de lanzamiento: 4 de diciembre de 2020 - Etiqueta: Bru-C Music - Formato: streaming, descarga digital |
| Family Only     | - Fecha de lanzamiento: 14 de junio de 2024 - Etiqueta: 0207 Def Jam - Formato: streaming, descarga digital   |

### EP (Extended Play)
| Título       | Detalles                                                                                              |
| ------------ | --- |
| Black 'N Red | - Fecha de lanzamiento: 27 de junio de 2015 - Etiqueta: Phlexx - Formato: streaming, descarga digital |

### Sencillos
| Título                                                                   | Año  | Rankin | Rankin | Certificaciones | Álbum                      |
| Título                                                                   | Año  | UK     | NZ Hot | Certificaciones | Álbum                      |
| ------------------------------------------------------------------------ | ---- | ------ | ------ | --------------- | -------------------------- |
| "Dead You" (con Tsuki)                                                   | 2019 | —      | —      |                 | Sin Álbum                  |
| "You & I" (con Simula)                                                   | 2019 | —      | —      | - IFB: Platino  | Original Sounds            |
| "Motives"                                                                | 2019 | —      | —      |                 | Sin Álbum                  |
| "Inhaler"                                                                | 2019 | —      | —      |                 | Original Sounds            |
| "Sunrise" (con Chromatic)                                                | 2019 | —      | —      |                 | Original Sounds            |
| "Life" (con Shapes)                                                      | 2020 | —      | —      |                 | Smile                      |
| "Inhaler Part 2"                                                         | 2020 | —      | —      |                 | Sin Ábum                   |
| "Mission"                                                                | 2020 | —      | —      |                 | Smile                      |
| "Take Control"                                                           | 2021 | —      | —      |                 | Sín Álbum                  |
| "Streetside" (con Bou)                                                   | 2021 | 84     | —      | - IFB: Oro      |                            |
| "Freedom"                                                                | 2021 | —      | —      | - IFB: Plata    |                            |
| "Mesmerised"                                                             | 2021 | —      | —      | - IFB: Plata    |                            |
| "Dutty" (con Tsuki)                                                      | 2021 | —      | —      |                 |                            |
| "Paradise" (con Wilkinson)                                               | 2022 | —      | —      |                 |                            |
| "No Excuses" (con Shapes)                                                | 2022 | 14     | —      | - IFB: Platino  |                            |
| "Playground"                                                             | 2022 | —      | —      |                 |                            |
| "Say No More" (con Shapes y Sonny Fodera)                                | 2022 | 85     | —      |                 |                            |
| "Oh Baby" (con Nathan Dawe, bshp y Issey Cross)                          | 2023 | 35     | —      | - IFB: Plata    | If Heaven Had a Phone Line |
| "TMO (Turn Me On)" (con Luude y Kevin Lyttle)                            | 2023 | 42     | —      |                 | Sín Álbum                  |
| "Differently" (con Mist)                                                 | 2023 | —      | —      |                 |                            |
| "Let It Go" (con Shapes)                                                 | 2024 | —      | —      |                 |                            |
| "Wild"                                                                   | 2024 | —      | —      |                 |                            |
| "Ten Toes" (con MC Spyda, General Levy y Eksman)                         | 2024 | —      | 32     |                 |                            |
| "—" Significa que una canción no rankeó o no se lanzó en ese territorio. |      |        |        |                 |                            |